# R. M. Williams
R. M. Williams er en australsk virksomhed, der producerer sko og tøj. Det er særlig kendt for at fremstille chelsea boots. Virksomheden blev grundlagt af Reginald Murray "R.M." Williams og siden april 2013 har det været en del af Louis Vuitton Moet Hennessy Group.